# Мэн, Генри
Сэр Генри Джеймс Самнер Мэн (Мэйн) (англ. Henry James Sumner Maine; 15 августа 1822 — 3 февраля 1888) — известный английский юрист, антрополог, историк и социолог права.
Член Лондонского королевского общества (1874), иностранный член французской Академии моральных и политических наук (1883).

## Заслуги
Он первым применил историко-правовой метод при сравнении различных правовых культур, находящихся на разных стадиях своего развития. Мэн внёс большой вклад в кодификацию индийского права.
Генри Мэн является основателем науки социологии права, а также юридической антропологии. С 1847 года он был допущен к адвокатской практике, одновременно вёл преподавательскую деятельность в университете Кембриджа. Во время своего преподавания в Кембридже, он создал свою знаменитую работу «Древнее право» (1861), которая и явилась первым исследованием феномена права, начавшего своё зарождение в бесклассовом обществе, со времени неолитической революции (около 10 тысяч лет до нашей эры). Именно переход от кочевого образа жизни к оседлому, а также сельскохозяйственная революция и были тем мощнейшим толчком, которые привели к появлению первых «мельчайших частичек» того, из чего тысячелетия спустя и образовалось право.

## Биография

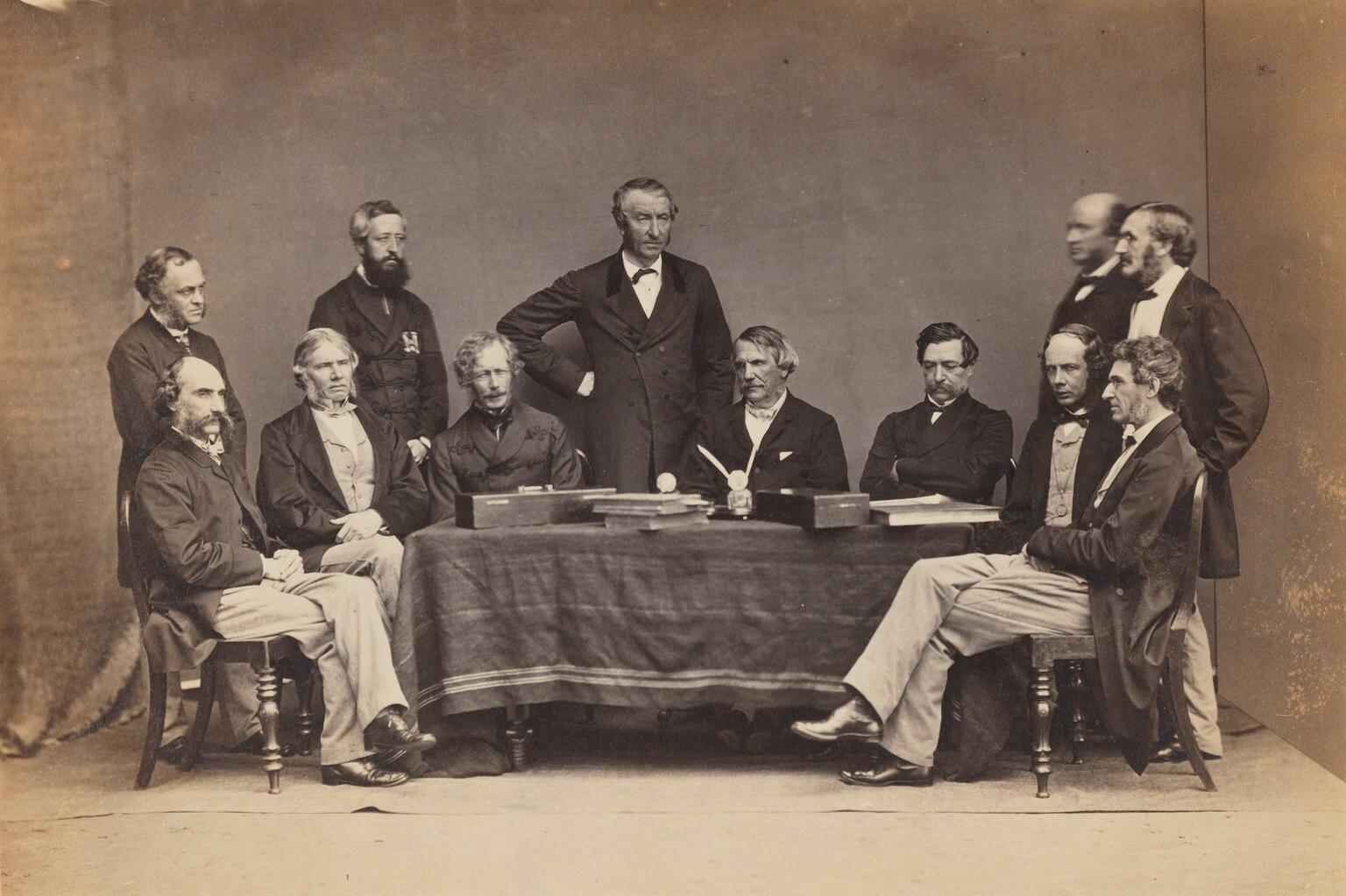
Верховный / Исполнительный совет и секретари вице-короля Индии, Симла, 1864 год. Слева направо: сидят — неизвестный; Чарльз Тревельян; Хью Роуз; Джон Лоуренс; Роберт Нэпьер; Генри Мэн; г-н Грей. Стоят — неизвестный; Генри Норман; Генри Марион Дюран; Эдвард Клайв Бэйли; Джон Стрейчи.

Генри Мэн получил образование в Кембриджском университете. В 1847—1854 годах был профессором гражданского права в Тринити-колледже.
В 1850 году допущен к адвокатской практике.
В 1863—1869 годах являлся членом совета при вице-короле Индии, составлял планы кодификации индийского права.
В 1871 году возведен в рыцарское достоинство. В 1869—1878 годах работал профессором сравнительного права в Оксфордском университете, в 1878—1887 годах возглавлял Тринити-колледж, в 1887—1888 годах, профессор международного права в Кембридже.
В своих научных работах Генри Мэн выступил со сложившимся мировоззрением, обширной эрудицией, новыми и совершенно оригинальными приемами исследования, сразу заняв место среди первоклассных юристов-историков и сделавшись главой нового направления в изучении права.
«Ancient law; its connection with early history of society and its relation to modern ideas» (II изд., 1890) — это заглавие первого труда Генри Мэна определяет и общий характер всех остальных сочинений этого ученого, стоящих в тесной связи с «Древним правом». Цель Мэйна — вложить в сухие и абстрактные юридические формулы конкретный, живой смысл, поставив их в связь с бытом общества; нарисовав живые картины последнего и уяснив соотношение творческих факторов его развития, он старается показать преемственную связь старых понятий с новыми, переживание последних идей более отдаленного прошлого.
Всестороннее знакомство с полным исторических остатков английским правом, серьезное изучение классических трудов по истории римского, германского и славянского права, публичного и частного (Ф. К. фон Савиньи, Г. Ф. Пухты, Фюстеля де Куланжа, Г. Л. фон Маурера, Р. Зома, Б. Богишича и мн. друг.), изучение источников индусского и ирландского прав, а во время пребывания в Индии — непосредственное знакомство с современным юридическим бытом этой страны - такова область интересов Генри Мэна. Окидывая проницательным взором широкую область явлений, захватываемых историей названных прав, он с удивительным умением отыскивает среди них схожие черты, восполняет краткие известия и намеки одних источников более подробными описаниями тех же явлений в других (германских — ирландскими, римских и греческих — индусскими, всех вместе — английскими и т. д.), вскрывает в обстановке юридических явлений бытовые особенности и элементарную психологию людей, как непосредственные причины этих явлений и, таким образом, вместо обычного у историков права последовательного изложения юридических фактов по времени их возникновения у отдельных народов, дает описание их в пространстве, как некоторых постоянных сочетаний, как неизбежных событий, вызванных одними и теми же причинами. Этого мало: группы фактов ставятся в взаимную зависимость сосуществования и последовательности и во всей своей совокупности выражают цельную философию или теорию развития арийского гражданского общества, без различия отдельных национальностей, входящих в его состав.
Разнообразные черты, характеризующие римскую, греческую, германскую и индусскую патриархальную семью, в связи с сопровождающими её существование формами общинного обладания землей, слагаются у Мэна в цельную картину основных устоев общего всем арийцам патриархального быта; схожие черты проявлений власти у родовых старейшин, индусских, римских и славянских, у германских и англо-нормандских королей, у римских царей и преторов, у представителей ирландских кланов, образуют картину роста первоначальной общественной власти и её влияния на устроение первоначального обществ. порядка и правосудия; деятельность римских понтифексов, индусских брахманов, ирландских брегонов и представителей раннего средневекового христианского духовенства выливается у Мэна в общую форму влияния духовенства и религии на развитие первоначальных общественных и, в частности, юридических идей; внимательное изучение состава первоначального народного богатства и распределения его у римлян, индусов и ирландцев, раннего гражданского оборота и средневековых, уцелевших в Англии отчасти и до сих пор, форм землевладения, в связи с составом движимой собственности, приводят Мэна к очерку последовательного процесса феодализации недвижимой собственности и образования общественных классов. Отрывочные известия о первоначальных формах древнеримского и древнегерманского (салического) процесса, сведенные в сухую схему Р. Зомом, будучи сопоставлены Мэна со старыми формами индусского и ирландского процесса, дали такую цельную картину раннего правосудия, с его проявлениями самоуправства и формализма, перед которой бледнеет даже сделанное в этой области Иерингом, во многом близким к Мэну и работавшим параллельно с ним, без всякого влияния с его стороны и даже без знакомства с его трудами.
Многочисленные мелкие, но гениально тонкие наблюдения отдельных черт быта, которые Мэну удавалось делать мимоходом, при изучении крупных, давали ему возможность вносить поправки в разнообразные философские теории, дополнять или отвергать их и вообще касаться, совершенно неожиданно для читателя, массы явлений, о связи которых никто и не подозревал. С каждым новым шагом вперед росла и область исследований Мэна. Изучение древнего права, общества и государства, в связи с современными идеями, привело его к рассмотрению в том же духе современных демократий и международного права — трудам, которыми Мэн и закончил свою ученую деятельность. Характерную особенность работ Мэна составляет верность его точному методу исследования. Мэн никогда не исходит от каких-либо предвзятых теорий и никогда не стремится провести какую-либо политическую или обществ. тенденцию. Он только изучает, группирует и сопоставляет факты, тщательно восстановленные и понятые в их существе и историческом развитии. Каждая мысль, служащая посредником между группами явлений, иллюстрируется у него историческими примерами и никогда не выступает как нечто разумеющееся само собой.
Труды Мэна стоят, поэтому, гораздо выше и предшествовавших ему попыток сравнительного изучения, с «La Cité antique» Фюстеля де Куланжа во главе, и многих новейших социологических исследований. Его справедливо считают истинным творцом историко-сравнительного изучения права и первым социологом-эмпириком, давшим цельную и полную концепцию общего хода развития арийской общественной жизни. Изучение трудов Мэна, по самому характеру их изложения, требует от читателя значительной подготовки, в смысле знакомства с основными трудами хотя бы по некоторым из затрагиваемых им областей; иначе многое останется неясным и непонятным. Знакомство с сочинениями Мэна должно лежать в основе всякого серьезного юридического образования. Они лучше всего могут вывести юриста на дорогу правильного историко-философского изучения права, сообщить ему реальное понимание правовых явлений и предохранить от ошибок схоластической догматики немецких романистов.
Практическое значение работ Мэна лучше всего доказано его собственной деятельностью в Индии, которую англичане ценят наравне с научной, и его влиянием на других администраторов этой страны. Мэн показал жизненный смысл норм индусского права и отстоял их право на существование в то время, когда их считали абсурдными и готовы были уничтожить принудительными мерами. В многочисленных законодательных работах, созданных при участии Мэна или им самим, ему удалось достигнуть такого сочетания англ. норм с туземными, которое во многом согласило интересы туземных обитателей и английских правителей. Описанию индийской жизни Мэн посвятил несколько отдельных статей, собранных в одно целое в посмертном французском сборнике его исследований, под заглавием «Etudes sur l’histoire du droit» (Париж, 1889); в предисловии напечатана оценка некоторых трудов Генри Мэна и деятельности его в Индии.
Заглавия других его трудов: «Village Communities in the East and West» (1871), «The early Hist o ry of Institutions» (1875), «Early Law and Custom» (1883), «Popular Governement» (1885), «International Law» (1887). Все они переведены на немецкий, французский и, за исключением двух последних, русский яз. Содержание «Popular Governement» подробно изложено в «Юридическом Вестнике» за 1887 г. № 1 под заглавием: «Демократия перед судом английского конституционалиста», с ценными замечаниями редакции на мнения Генри Мэйна.
В своих исследованиях Генри Мэн использовал сравнительно-исторический метод, стремясь на основе изучения индусского, древнеримского, германского, древнеирландского, славянского права создать всеобъемлющую картину развития права и ранних социальных институтов у индоевропейских народов. Его труды по первобытному обществу, развитию правовых понятий и институтов цивилизации отличаются глубиной и основательностью. В первой же своей крупной работе «Древнее право» (1861) Г. Мэн выступил с новыми оригинальными приемами исследования, что позволило ему получить репутацию историка и стать основателем нового направления в изучении права. В своих исторических трудах он старался вложить в сухие и абстрактные юридические формулы конкретный, живой смысл, поставить их в связь с бытом общества и показать преемственную связь старых понятий с новыми. Многие его книги были переведены на немецкий, французский и русский языки.
Карл Маркс и Фридрих Энгельс использовали часто работы Генри Мэна для создания своих произведений. В России его последователем на заре своей научной деятельности стал Μ. Μ. Ковалевский.